# 바네사 로렌소
바네사 로렌소(Vanessa Lorenzo, 1977년 1월 7일 ~ )는 스페인의 모델이다.